# Daron seron
Daron seron is een vlinder uit de familie van de dikkopjes (Hesperiidae). De soort is voor het eerst wetenschappelijk beschreven als Thracides seron door Frederick DuCane Godman in een publicatie uit 1901.

## Verspreiding
De soort komt voor in Honduras, Brazilië en Ecuador.

## Ondersoorten
- Daron seron seron (Godman, 1901) (Honduras)
- Daron seron sexton (Evans, 1955) (Brazilië, Ecuador)